# Video Greatest Hits - HIStory
Video Greatest Hits - HIStory é uma coletânea dos maiores hits de Michael Jackson lançada originalmente em VHS, em 1995, e, em 2001 em DVD. A versão do DVD contém versões estendidas de alguns vídeos, encurtados na versão para VHS, Dolby 5.1 e sua discografia.

## Faixas
1. Brace Yourself
2. "Billie Jean"
3. "The Way You Make Me Feel"
4. "Black or White"
5. "Rock with You"
6. "Bad"
7. "Thriller"
8. "Beat It"
9. "Remember the Time"
10. "Don't Stop 'til You Get Enough"
11. "Heal the World"